# Blitzkid
Blitzkid est un groupe de punk rock américain, originaire de Bluefield, en Virginie-Occidentale. Formé en 1997, le groupe est le plus influent,,, de la scène horror punk des années 2000. Blitzkid compte un total de cinq albums et plus de deux cent spectacles à travers le monde avant leur rupture en 2012. 

## Biographie

### Formation
Blitzkid est formé en 1997 à Bluefield, en Virginie-Occidentale, par Argyle Goolsby (chanteur et bassiste) ainsi que T.B. Monstrosity, (guitariste et chanteur). Au départ, le duo initial ne se destinait pas à une carrière musicale. Le groupe était davantage pour eux un passe temps, une occasion de se faire des pistes sonores lorsqu'ils faisaient du skateboard. Avec le temps, les deux membres fondateurs commencent à considérer leur groupe comme un projet et développent un intérêt pour exprimer leur conception du monde à travers une imagerie macabre et des paroles influencées notamment par l'univers des films d'horreur classiques de série B,.
Après le lancement d'un premier album et une série de concerts, Blitzkid est rapidement considéré par la critique comme appartenant au sous-genre du horror punk, dans le sillage du groupe Misfits qui s'était reformé en 1997. Dès le début des années 2000, Blitzkid est particulièrement bien accueilli en Europe où ils participent à de nombreux festivals musicaux. D'ailleurs, la plupart de leurs albums subséquents seront enregistrés en Allemagne sous la bannière de Fiendforce Records, une maison de disque appartenant aux membres du groupe "horror punk" allemand The Other.

### Tournées et spectacles

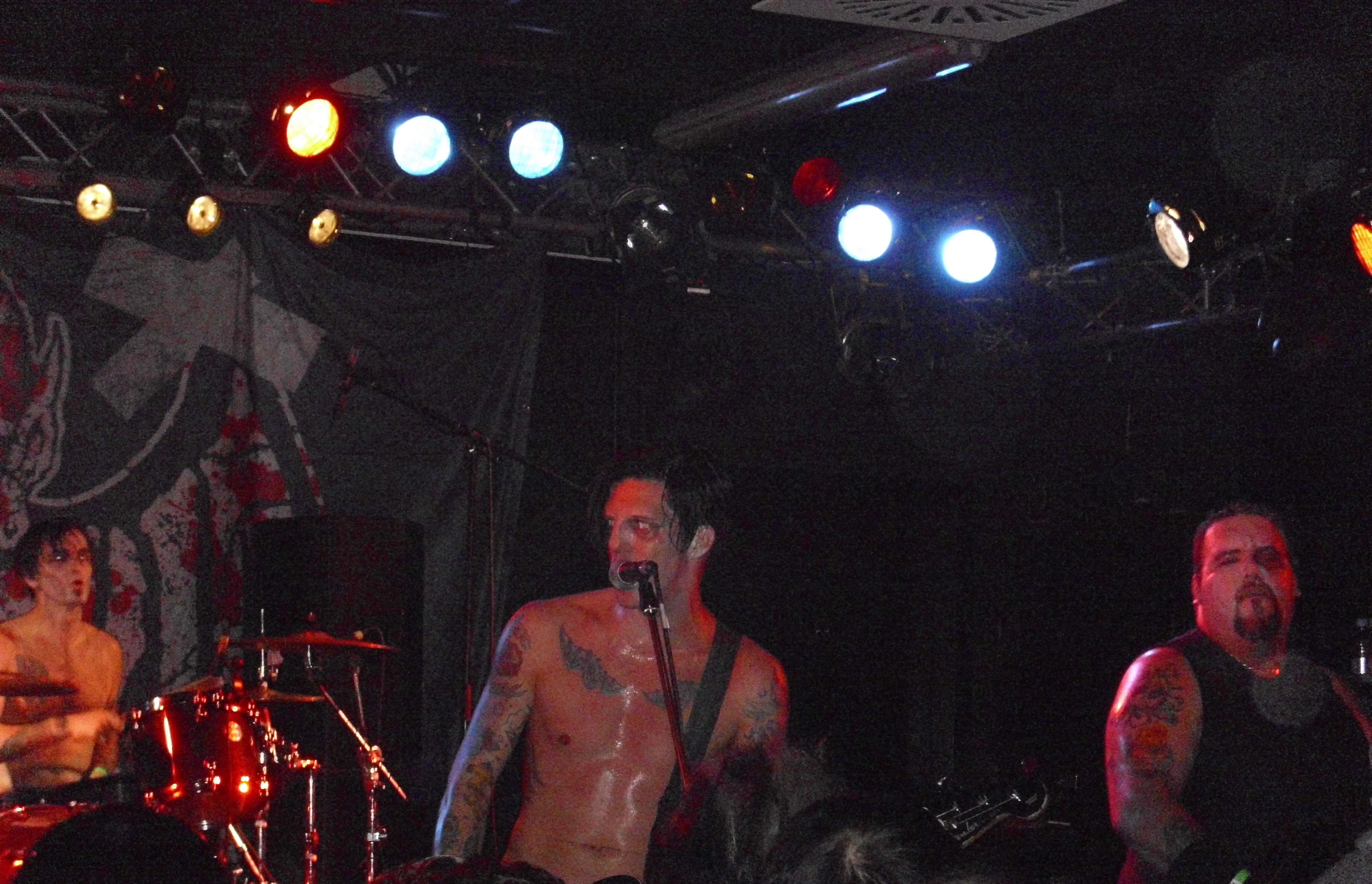
Blitzkid lors d'un concert en Allemagne.

En 2006, Blitzkid s'embarque pour une série de 260 spectacles en Europe et en Amérique du Nord. L'année suivante, ils font partie de la programmation du Summer Breeze Open Air en Allemagne, où ils font une prestation devant 40 000 spectateurs, Plus tard en 2007, Blitzkid assurent la première partie du groupe britannique The Damned, l'un des pionniers du genre punk, à Prague. En 2008, le groupe est de retour en Allemagne dans le cadre du festival M'era Luna où ils donnent deux concerts sur la scène principale de l'événement devant 20 000, puis 25 000 spectateurs,.
En juillet 2010, durant leur dixième tournée en Europe, Blitzkid fait partie des 34 groupes de la programmation de l'Amphi Festival de Cologne, un rassemblement de musique alternative qui comptait environ 50 000 participants,. L'année suivante, en 2011, Blitzkid fait partie de la tournée américaine des groupes punks américains Face to Face et Strung Out avec The Darlings. Cette tournée avec deux groupes de notoriété internationale contribue à faire connaître Blitzkid au sein d'un public plus élargi. Plus tard en 2011, le groupe participe à nouveau au festival Summer Breeze Open Air en Allemagne.  En 2012, Blitkid effectuent une tournée d'adieu en Europe qui compte quatorze spectacles en Allemagne, sept en Angleterre, trois en République Tchèque et deux en Slovaquie. Le groupe jouera également pour la première fois en Russie au Relax Club de Moscou. Lors de leur passage en Angleterre, en novembre, ils concourent parmi les cinq groupes invités au Whitby Goth Weekend avec, notamment, Alien Sex Fiend.

### Dissolution
En 2011, T.B. Monstrosity annonce qu'il quitterait le groupe la même année pour se consacrer à sa famille, en continuant à jouer dans le groupe Vagora, moins contraignant du point de vue des tournées. Après leur tournée d'adieu en 2012, le groupe se dissout officiellement lorsque l'autre membre du duo d'origine, Argyle Goolsby, décide de se lancer dans une carrière solo avec le groupe The Roving Midnight.
En 2016, un documentaire intitulé Blitzkid: Return to the Living, sous la direction de Jeff Frumess est tourné et produit par Goolsby.

## Collaborations

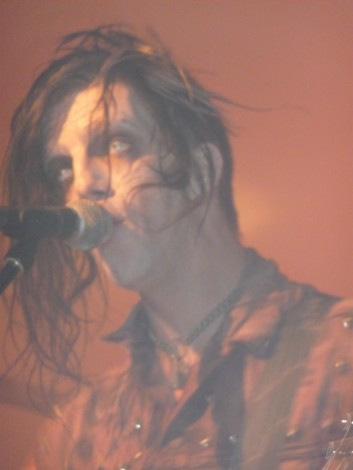
Argyle Goolsby, avec Blitzkid en Allemagne, en 2009.

Durant les années 2000, Argyle Goolsby collabore à diverses reprises avec d'anciens membres du groupe Misfits considérés comme les instigateurs du sous-genre horror punk aux États-Unis,,. En 2002, il fera partie d'une tournée du groupe The Undead, un groupe horror punk formé par le deuxième guitariste de Misfits, Bobby Steele,. En 2007, Goolsby se joint au groupe Gorgeous Frankenstein - un projet de l'ex-guitariste de Misfits Doyle Wolfgang von Frankenstein - en tant que bassiste et chanteur de tournée tout en demeurant avec Blitzkid,.
En 2011, Doyle sera guitariste invité pour la chanson Mr. Sardonicus qui paraît sur l'album Apparitional de Blitzkid. En plus de cette collaboration, Dr Chud, le dernier batteur de Misfits, joue à plusieurs reprises en concert avec Blitzkid, notamment durant le M'era Luna Festival. Certaines performances de Dr Chud figurent sur un 7 (édition limitée) intitulé Hell Nights Tour, de même que sur l'album Anatomy of Reanimation.

## Membres

### Derniers membres
- Argyle Goolsby – basse, chant
- TB Monstrosity – guitare, chant

### Anciens membres
- Andrew « Stripes » Winter - batterie
- Jason Spaugh (aka Billy Bones) - batterie
- Voir Infobox pour la liste complète

## Discographie

### Albums studio
- 2001 : Let Flowers Die
- 2003 : Trace Of A Stranger
- 2006 : Five Cellars Below
- 2006 : Terrifying Tales - Death By Jersey
- 2011 : Apparitional

### Splits
- 2004 : Blitzkid / Mister Monster, Exhuming Graves and Making Dates (EP)
- 2004 : Blitzkid / The Spook, Everyday Is Halloween - Tales of Terror and Unspeakable Horror
- 2007 : Blitzkid / The Cryptkeeper Five
- 2010 : Blitzkid / Nim Vind, Fistfull of Balls
- 2012 : Blitzkid / The Cryptkeeper Five, Split Personalities

### Single
- 2011 : Head Over Hills (vinyle 7")

### Compilation
- 2008 : Anatomy of Reanimation

### Vidéos et documentaires
- 2006 : Terrifying Tales - Death By Jersey, A Corpse With No Name Music, 2006 (Live at Connections in Clifton, New Jersey on May 28 and October 31, 2005).
- 2009 : Michael P. Russin, Blitzkid: Death by Jersey (Live At Connections In Clifton, New Jersey On May 28 and October 31, 2005).
- 2016 : Jeff Frumess, Blitzkid: Return to the Living